# Mimosa lanata
Mimosa lanata är en ärtväxtart som beskrevs av George Bentham. Mimosa lanata ingår i släktet mimosor, och familjen ärtväxter. Inga underarter finns listade i Catalogue of Life.